# Jerônimo Pedroso de Barros
Coronel Jerônimo Pedroso de Barros (Santana de Parnaíba, 1684 — 1759) foi um potentado nas Minas Gerais.
Era bisneto de Pedro Vaz de Barros, neto de Antônio Pedroso de Barros, filho de outro Pedro Vaz de Barros, potentado em Quitaúna, o Vaguaçu ou Vaz Grande, e Maria Leite de Mesquita, filha de Domingos Rodrigues de Mesquisa, de Monsanto, e de Maria Leite, irmã de Fernão Dias. Seu irmão foi o capitão Valentim Pedroso de Barros.
A seu respeito escreveu Pedro Taques em sua obra «Nobiliarquia Paulistana»: 
«Foi um dos cavalheiros paulistas de maior respeito e opulência de cabedais que houve nas Minas Gerais. Com ele teve origem o desafio com Manuel Nunes Viana, princípio do levantamento das Minas no fim do ano de 1708 (que foi seguido da guerra dos emboabas em 1710). Nas mesmas Minas teve grandes estimações do conde de Assumar D. Pedro de Almeida Portugal, que as governava como governador capitão-general que era da cidade de São Paulo; porque, sendo acometido em seu próprio palácio de residência pelo corpo tumultuoso, que formou o partido do régulo Pascoal da Silva, se achou o dito conde general com Jerônimo Pedroso, além de outros paulistas da primeira nobreza de S. Paulo para o defender; e depois de castigados os soberbos e levantados régulos, morto Pascoal da Silva, e arrasadas com fogo as grandes casas da sua habitação, ainda ficaram relíquias que fomentavam alguns ocultos sequazes da primeira sedição. E, temendo o insulto contra a vida de Jerônimo Pedroso, como tinha o posto de coronel, lhe mandou o conde-general dar uma guarda de dois sargentos pagos, que sempre o acompanhavam saindo à rua, fazendo-lhe costa os seus escravos mulatos, que os trazia armados, contra qualquer violento insulto.» 
Silva Leme estuda sua família no volume III página 460 de sua «Genealogia Paulistana». Estabeleceu-se nas Minas na região do Caeté, no Itatiaiuçu, nos primeiros descobrimentos, explorando esse sertão desde 1701 (aos 17 anos!) com o irmão Valentim. Ali foi provedor dos quintos, dos que mais se destacavam pelo constante rancor aos portugueses. 
Participou de um grave incidente no início da guerra dos emboabas: no adro da Igreja, esperando missa em domingo, no lugar de Caeté, ele  e seu cunhado Júlio César Moreira, paulistas apotestados, viram passar forasteiro com clavina (arma rara, espécie de espingarda) e a quiseram tomar, fingindo ter sido deles furtada, descompondo-o de palavras injuriosas. Teriam estranhado os Paulistas «os ares arrogantes e provocadores», segundo eles, com que passara o forasteiro e «quiseram tomar a arma, sob o pretexto que deles fora roubada. Azedaram-se os ânimos, serenados graças à intervenção amistosa de Manuel Nunes Viana (que, ardente, penetrante, compreendera o perigo) e o forasteiro continuou com a arma.» Ali no Caeté os baianos, principalmente, tinham seuu maior agrupamento, era  o arraial onde ferviam mais intrigas e dissensões partidárias, a residência de Paulistas apaixonados e prepotentes.
«Manuel Nunes, homem de Viana do Minho, alentado e poderoso nas Minas, sabendo que a arma era própria, lhes estranhou não só o meio com que a queriam usurpar mas os maus tratos; os insultos porém eram demasiados; desafiou-os para fora do sítio, duelo que recusaram, mas Pedroso reconheceu sua sem razão e voltou para casa - só que consta que planejaram assaltar Manuel Nunes Viana em sua casa. Os forasteiros residentes nos três arraiais de Sabarabuçu, Caeté e Rio das Velhas, tendo disso notícia, vendo que os paulistas desejavam invadir a estância de Viana, a quem tinham por protetor, caminharam armados a socorrê-lo e guardar-lhe a casa; os paulistas, sabedores, desistiram da maldade e mandaram enviado a Nunes Viana que o queriam em boa paz». 
Teve que se recolher a São Paulo por volta de 1712 mas reapareceu ao lado do conde de Assumar contra Pascoal da Silva Guimarães oito anos depois.
A fim de não ser preso, passou-se para as minas de Pitangui, onde foi cobrador da câmara e dos quintos e em 24 de agosto de 1714 teve o posto de coronel de cavalaria da ordenança. Em 1717 era aí provedor dos quintos e por ocasião de se ordenarem as casas de fundição, fez violenta oposição às imposições de Domingos Rodrigues do Prado, paulista, dos primeiros descobridores daquelas minas. Em dezembro desse ano rompeu então por tal motivo grande conflito na vila, chefiando o paulista Sulpício Pedroso Xavier o grupo de Domingos Rodrigues do Prado. De espada em punho enfrentou Jerônimo Pedroso de Barros, com seu irmão Valentim Pedroso de Barros, todo o grupo, sendo então ferido a tiros de bacamarte e morto o seu irmão Valentim, que vinha a ser cunhado do referido Sulpício Pedroso. Desgostoso com tal sucesso passou Jerônimo de Barros a residir no Carmo e em 1720 se ofereceu com armas e escravos para defender o governo contra o levante de Vila Rica no qual se envolveu o poderoso emboaba Pascoal da Silva Guimarães. Os amigos deste último então tramaram a morte de Jerônimo de Barros e chegado o fato ao conhecimento do Conde de Assumar, que sempre tratou esse paulista com a maior deferência, deu-lhe logo a guarda de dois sargentos pagos. Depois disto teria regressado a São Paulo, em cuja vila faleceu, a 3 de maio de 1758. Foi casado duas vezes, primeiro com Ana Pires Moreira e segunda vez nas Minas Gerais, com Francisca Romeiro Velho Cabral, tendo deixado geração.

## Casamento e posteridade
Casou com Ana ou Maria Pires Moreira, filha do Capitão Diogo Gonçalves Moreira, português afidalgado, e de Catarina de Miranda. Casou depois nas Minas Gerais com Francisca Romeiro Velho Cabral, morta em 1771, viúva de Manuel Pereira de Castro e Silva, filha de Pedro da Fonseca Magalhães Maldonado e de Helena do Prado Cabral. Teve da primeira mulher sete filhos e três da segunda.